# 13 germinal
13 ventôse 13 floréal
Le tridi 13 germinal, officiellement dénommé jour de la morille, est le 193e jour de l'année du calendrier républicain.
C'était généralement le 2e jour du mois d'avril dans le calendrier grégorien.